# 小行星2914
小行星2914（2914 Glärnisch）是一颗绕太阳运转的小行星，为主小行星带小行星。该小行星于1965年9月发现。
該小行星以瑞士的格萊尼施山命名。

## 轨道参数
小行星2914的轨道半长轴为2.2614865 UA，离心率为0.13。